# Beyssac
Beyssac este o comună în departamentul Corrèze din centrul Franței. În 2009 avea o populație de 700 de locuitori.

## Evoluția populației
| An        | 1975 | 1982 | 1990 | 1999 | 2006 | 2009 |
| --------- | ---- | ---- | ---- | ---- | ---- | ---- |
| Populație | 766  | 827  | 811  | 727  | 790  | 700  |